# Bandera de Andorra
La bandera de Andorra fue adoptada en 1866 y oficialmente el 27 de agosto de 1971. Está compuesta por tres franjas verticales de colores azul, amarillo y rojo (en razón 8:9:8). En el centro se ubica el escudo de Andorra.
Aunque la versión oficial incluye el escudo, existe la versión civil sin este, la cual es idéntica a las banderas de Moldavia, Chad y Rumania. El diseño oficial del escudo y la bandera fueron aprobados por el Consejo General de Andorra el 5 de mayo de 1999.
Esta bandera fue instituida en 1866 agregando la franja azul a la preexistente bicolor creada en 1806 sobre la base de los colores del condado de Foix. Durante el reinado de Borís I en 1934, las franjas vieron modificado su orden y pasaron a ser horizontales, estampándose en la central una corona dorada.

## Banderas históricas

Bandera de Andorra (1806-1812, 1814-1866)
Bandera de Andorra (siglo XIX-1934, durante el reinado de Borís I)
Bandera de Andorra (1939-1949)
Bandera de Andorra (1949-1959)
Bandera de Andorra (1959-1971)

## Otras banderas

Bandera civil (fuera de uso)

## Simbolismo

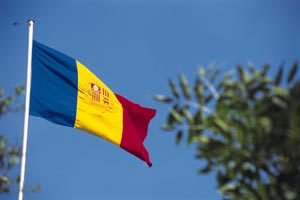
Bandera de Andorra

Los tres colores provienen del escudo del Principado de Andorra. Siguiendo las normas heráldica el color rojo y amarillo de la bandera tienen su origen en el escudo del conde de Foix, como en la bandera primitiva. Tanto el escudo de Foix como el de Cataluña son escudos de oro, amarillo,  con palos de gules, rojo. El color azul proviene del color de las pezuñas, cuernos y collar de los dos bueyes del escudo de Bearn. La bandera solo usa tres colores del escudo siguiendo las normas heráldicas de los Estados modernos para diferenciar los tres poderes, poder judicial, poder legislativo y poder ejecutivo. Como dicha bandera tiene un metal que es oro, el color amarillo se coloca en el centro, separando los dos esmaltes.

## Banderas similares

Bandera de Moldavia
Bandera de Rumania
Bandera de Chad